# Schiffsbrief

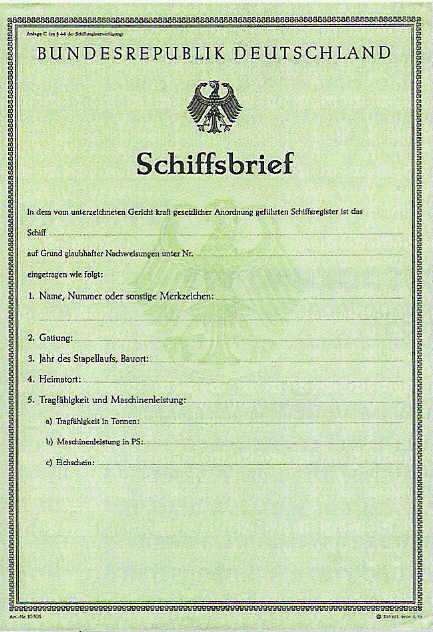
Schiffsbrief

Der Schiffsbrief ist eine Urkunde über die Eintragung eines Schiffes in das Binnenschiffsregister. Die Binnenschiffsregistrierungsnummer und der Zusatzbuchstabe B ergeben das Amtliche Kennzeichen des Schiffes. 
Die Deutschen Binnenschiffsregister werden von einigen Amtsgerichten geführt. 
In Deutschland müssen alle Binnenschiffe mit einer Wasserverdrängung von mehr als 10 m³ in das Binnenschiffsregister eingetragen werden. Boote ab einer Wasserverdrängung ab 5 m³ werden auf Wunsch eingetragen.
Das See-Pendant zum Schiffsbrief ist das Schiffszertifikat.